# دختران گیلمور: یک سال در زندگی
دختران گیلمور: یک سال در زندگی (انگلیسی: Gilmore Girls: A Year in the Life) یک مینی‌سریال درام آمریکایی محصول سال ۲۰۱۶ است که بر روی شبکه اینترنتی نت‌فلیکس منتشر شد. این سریال دنباله مجموعه تلویزیونیکمدی-درام دختران گیلمور است که از سال ۲۰۰۰ تا ۲۰۰۷ بر روی شبکه سی‌دابلیو پخش می‌شد.

## بازیگران و شخصیت‌ها
- لورن گراهام در نقش لورلای گیلمور
- الکسیز بلدل در نقش روری گیلمور
- اسکات پترسون در نقش لوک دانس
- کلی بیشاپ در نقش امیلی گیلمور

## جوایز و نامزدها
| سال  | جایزه                                             | دسته بندی                                              | نامزد شده                            | نتیجه    |
| ---- | ------------------------------------------------- | ------------------------------------------------------ | ------------------------------------ | -------- |
| ۲۰۱۷ | جایزه گریسی                                       | سریال ویژه کوتاه                                       | ایجاد دختران گیلمور: یک سال در زندگی | برنده    |
| ۲۰۱۷ | جوایز انجمن منتقدین تلویزیونی                     | دستاورد برجسته در فیلم‌ها، مینی سریال‌ها و ویژه برنامه‌ها | ایجاد دختران گیلمور: یک سال در زندگی | نامزدشده |
| ۲۰۱۷ | جوایز انجمن صنفی گریمورها و آرایشگران موی هالیوود | بهترین آرایش معاصر - مینی سریال تلویزیونی              | تگان ایلور و تانیا مک کوماس          | نامزدشده |
| ۲۰۱۷ | جوایز انجمن صنفی گریمورها و آرایشگران موی هالیوود | بهترین آرایش معاصر - مینی سریال تلویزیونی              | انج گرمولیس و کرتنی اولریچ           | نامزدشده |
| ۲۰۱۷ | جایزه چرخ طلایی                                   | بهترین ویرایش صدا- طولانی‌ترین قسمت موزیکال در تلویزیون | اسکات چیرل                           | نامزدشده |